# Labrit
Labrit is een gemeente in het Franse departement Landes (regio Nouvelle-Aquitaine) en telt 715 inwoners (1999). De plaats maakt deel uit van het arrondissement Mont-de-Marsan.

## Geografie
De oppervlakte van Labrit bedraagt 74,0 km², de bevolkingsdichtheid is 9,7 inwoners per km².

## Geschiedenis
Labrit was het centrum van het adellijke huis Albret. Labrit en Albret zouden ten andere dezelfde taalkundige oorsprong hebben. Sommigen noemen het Latijnse woord leporetum, dat geitenland betekent; anderen verwijzen naar een oudere Aquitaanse naam Laphurretun, waar ook het woord Labourd vandaan komt.
De onderstaande kaart toont de ligging van Labrit met de belangrijkste infrastructuur en aangrenzende gemeenten.

## Demografie
Onderstaande figuur toont het verloop van het inwonertal (bron: INSEE-tellingen).